# Antoni Jutglar
Antoni Jutglar Bernaus (Barcelona, 18 de diciembre de 1933-28 de noviembre de 2007) fue un historiador español.

## Biografía
Nacido en Barcelona el 18 de diciembre de 1933, estudió en la Universidad de Barcelona. Militante de organizaciones antifranquistas durante la dictadura, fue profesor en las universidades de Barcelona y Madrid, y catedrático en la de Málaga, además de desempeñarse interinamente como catedrático en la Autónoma de Barcelona. Estudió, entre otras, la figura del político republicano Francisco Pi y Margall. Falleció el 28 de noviembre de 2007.

## Obra
Entre sus publicaciones se encuentran:
- La era industrial en España (1963).[6]
- Federalismo y Revolución. Las ideas sociales de Pi y Margall (1966).[7]
- La inmigración en Cataluña (1967).[6]
- Ideologías y clases en la España contemporánea (1968).[6]
- De la Revolución de Septiembre a la Restauración (1976).[6]
- Mitología del neocapitalismo (1971).[6]
- La España que no puedo ser (1983).[8][6]
- Historia crítica de la burguesía catalana (1984)[6]
- Pi y Margall y el federalismo español.[9][6]